# Мечеть Ибн Тулуна
Мече́ть Ибн Тулу́на (араб. مسجد أحمد بن طولون‎, масджид Ахмад бин Ту́лу́н) расположена в Каире, столице Египта. Возможно, это самая старая мечеть Фустата, сохранившая свой первоначальный облик, восходящий к середине IX века.

## История

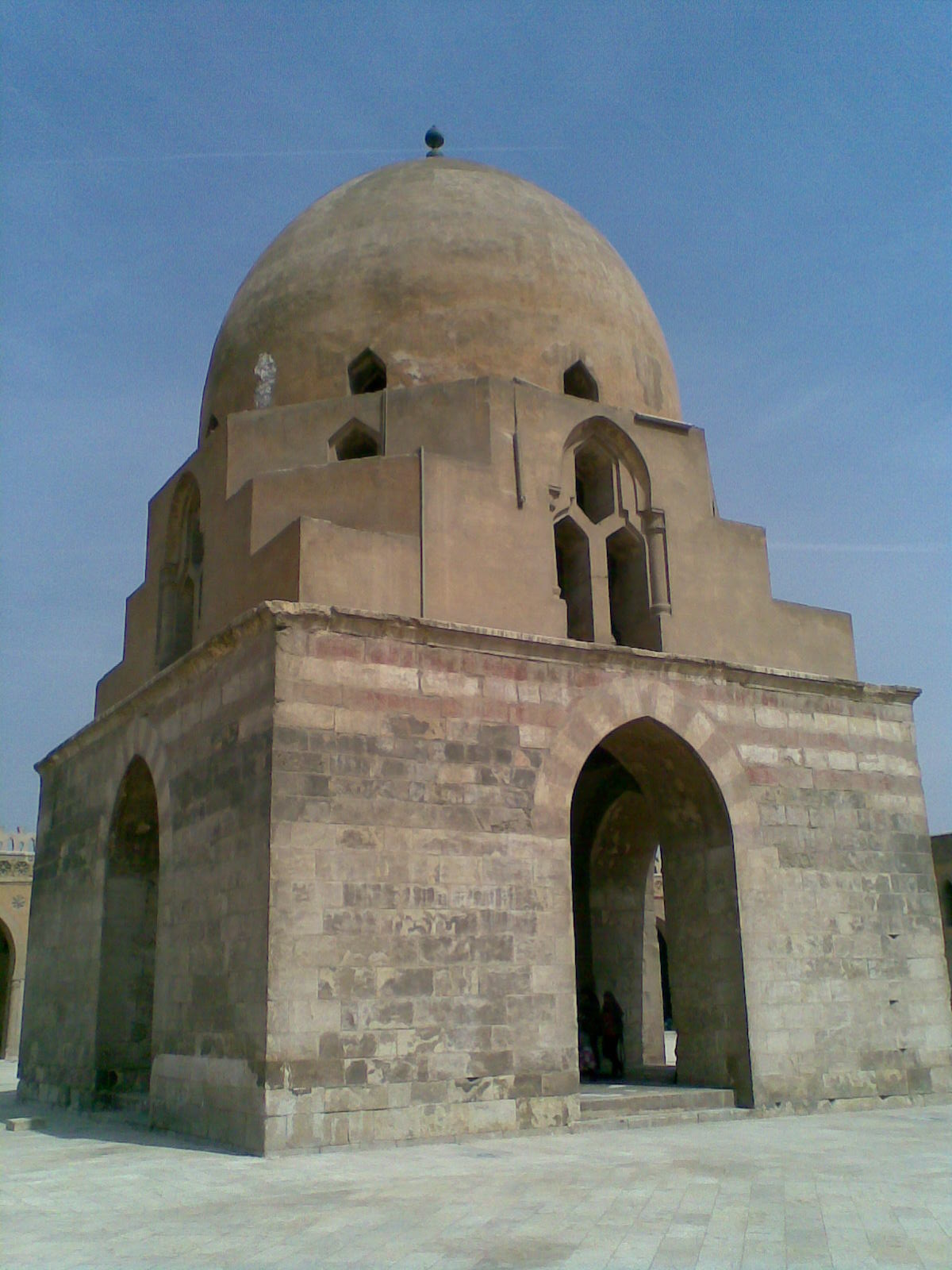
Сабиль султана Ладжина

Мечеть была построена наместником Аббасидов в Египте Ахмедом ибн Тулуном (868—884), который был фактически независим от центрального правительства. Историк аль-Макризи датирует начало строительства мечети 876 годом, а на сохранившейся с тех времён плите в мечети приведена дата завершения — 265 г. х., или 879 нашей эры.
Мечеть была построена на маленьком холме, называемом Джабал Яшкур («Холм Благодарения»). Одна местная легенда гласит, что Ноев ковчег остановился после Всемирного потопа именно здесь, а не на горе Арарат.
Великая церемониальная мечеть должна была стать центральным пунктом столицы Ибн Тулуна аль-Катаи, служившей административным центром династии Тулунидов. Мечеть первоначально соседствовала с дворцом Ибн Тулуна, и дверь, смежная с минбаром, позволяла ему входить прямо в мечеть. Аль-Катаи был разрушен в начале X века, и мечеть — единственная сохранившаяся постройка того времени.
Продолжительный период с конца Х — в 1-й половине 2-го тысячелетия мечеть Ибн Тулуна вместе с мечетями Аль-Азхар и аль-Хакима были главными каирскими мечетями, которые должны были вмещать всех правоверных во время пятничной молитвы.
За всю историю существования мечеть восстанавливалась несколько раз. Первая известная реконструкция была проведена в 1177 году по приказу фатимидского визиря Бадра аль-Джамали, который оставил плиту с надписью, примечательную тем, что содержит шиитскую версию шахады («Нет Бога, кроме Аллаха, Мухаммед — посланник Аллаха, Али — наместник Аллаха»). Во время реконструкции, проведённой по приказу султана Ладжина в 1296 году, мечеть была несколько перестроена.
Есть существенные разногласия в дате строительства минарета, особенность которого — внешняя спиральная лестница, подобная лестнице знаменитого минарета в Самарре. По легенде сам Ибн Тулун был ответственен за проект минарета. Многие из архитектурных особенностей, однако, указывают на более позднее строительство; в частности, минарет не вполне связан с главным зданием мечети, что не случилось бы, будь мечеть и минарет построены одновременно. Историк архитектуры Дорис Беренс-Абусейф утверждает, что султан Ладжин, который восстановил мечеть в 1296 году, был строителем и современного минарета.
В период средневековья напротив внешних стен мечети было возведено несколько зданий. Большинство было уничтожено в 1928 году Комитетом по Сохранению арабских Памятников, однако два из самых старых и наиболее сохранившихся домов остались неповреждёнными. Бейт аль-Критлийя («Дом критянки») и Бейт Амна бинт Салим («Дом Амны, дочери Салима») изначально были двумя отдельными зданиями, но мостик, позднее перекинутый на уровне четвёртого этажа, объединил их в единую структуру. Дом, находящийся за внешними стенами мечети, открыт для посетителей как музей Гайер-Андерсона; он носит имя британского генерала Р. Г. «Джона» Гайер-Андерсона, который жил в нём до 1942 году.
В последний раз мечеть реставрировалась египетским Верховным Советом по древностям в 2004 году.

## Архитектура

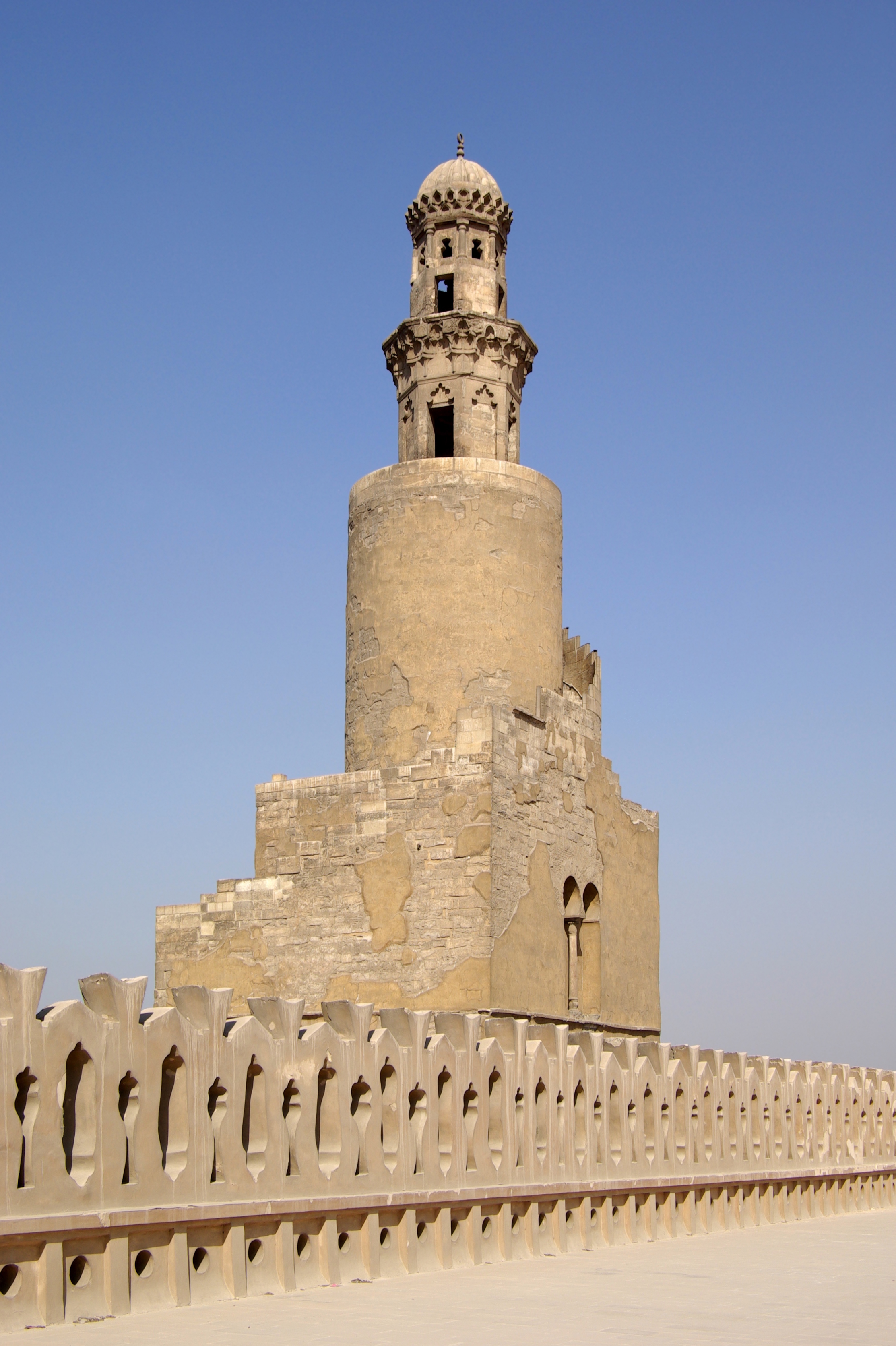
Минарет со спиральной лестницей

По преданию, проект мечети был разработан архитектором-христианином, освобожден из темницы специально для этой цели. Мечеть была возведена в стиле построек Саммары (минарет Малвия и Большая мечеть в Самарре), обычном для времён династии Аббасидов. Её современный общий вид, в противопоставление преобладающему большинству мечетей Каира, несёт в себе черты влияния архитектурных традиций Багдадского халифата. Мечеть построена вокруг внутреннего двора, с каждой из четырёх сторон которого — крытый зал, причём больший — со стороны киблы. В пространстве между внутренними и внешними стенами мечети был фонтан для омовения (сабиль). Особый сабиль с высокой куполообразной крышей был возведён в центральном внутреннем дворике в конце XIII века султаном Ладжином.
C трёх сторон двор мечети окружён аркадами. Стрельчатые арки упираются на квадратные столбы. С четвёртой стороны к сахну примыкает молитвенная зала, где находится михраб, построенный ещё во времена Ибн Тулуна, но в дальнейшем значительно перестроенный. Четыре колонны с прекрасными капителями, которые украшают зал, представляют собой сполии из какой-то византийской церкви времён Юстиниана.
На западной стороне мечети возвышается минарет, что весьма необычно для Каира и выдаёт багдадские веяния. Эта постройка не соединена с основным помещением мечети. Минарет был построен в конце XIII века.
Мечеть Ибн Тулуна сложена из обожённого кирпича и покрыта известковой обмазкой, что опять же является свидетельством оригинальности сооружения для Каира — так как в регионе достаточно камня, который используется как строительный материал. Этот факт также указывает на следование зодчими багдадской традиции.
Архивольты больших и малых арок, капители колон, карнизы и т. д. украшены стилизованными растительными узорами, традиционными для исламского искусства.

## Интересные факты
- Существует легенда, будто сам Ибн Тулун был ответственен за проект минарета: сидя со своими чиновниками, он рассеянно испачкал часть пергамента вокруг своего пальца. Когда чиновники поинтересовались, что он делает, он ответил смущенно, что проектирует минарет.
- Некоторые эпизоды фильма о Джеймсе Бонде «Шпион, который меня любил» снимались в мечети Ибн Тулуна и в музее Гейер-Андерсона.

## Галерея

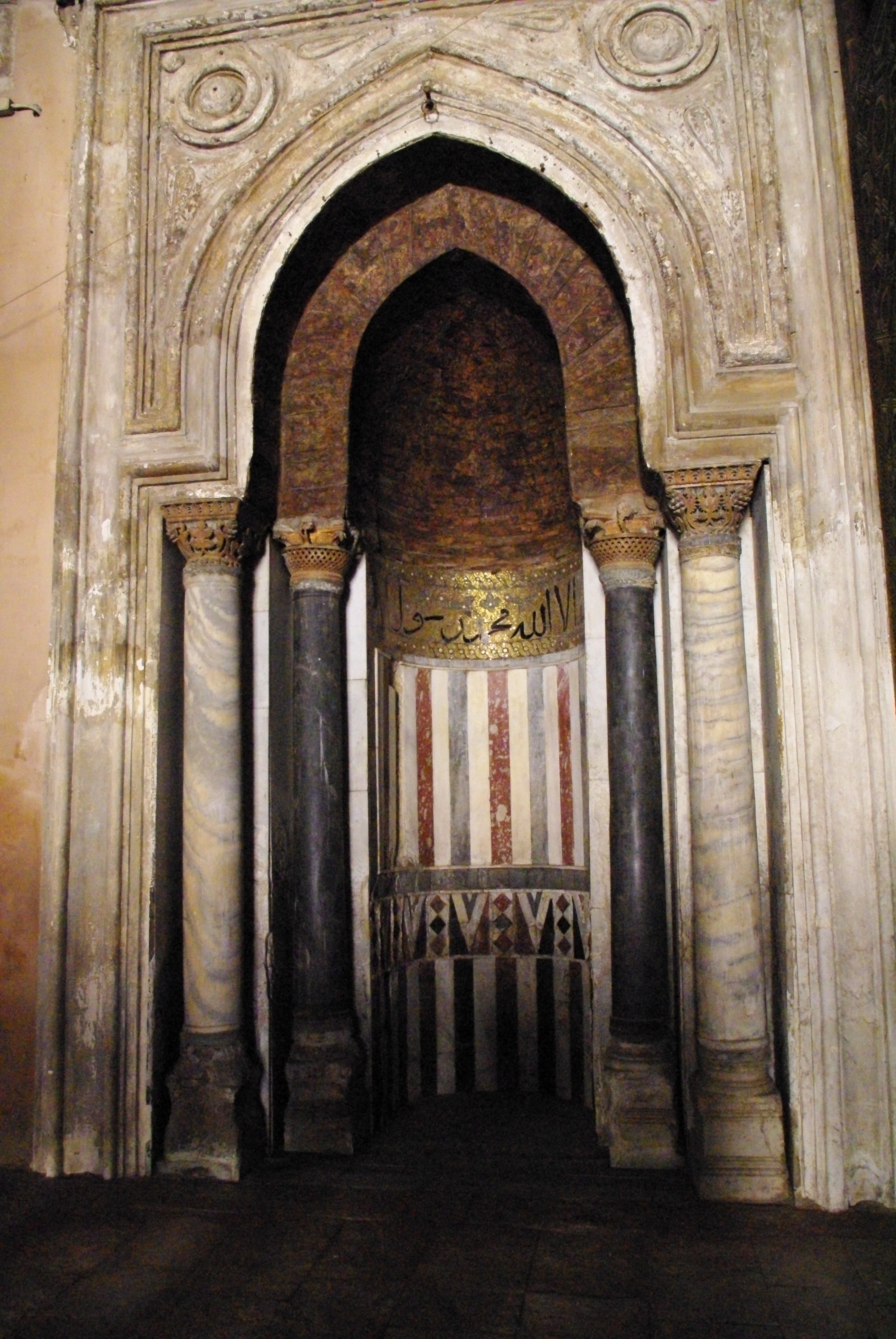
Михраб (молитвенная ниша) в мечети Ибн Тулуна
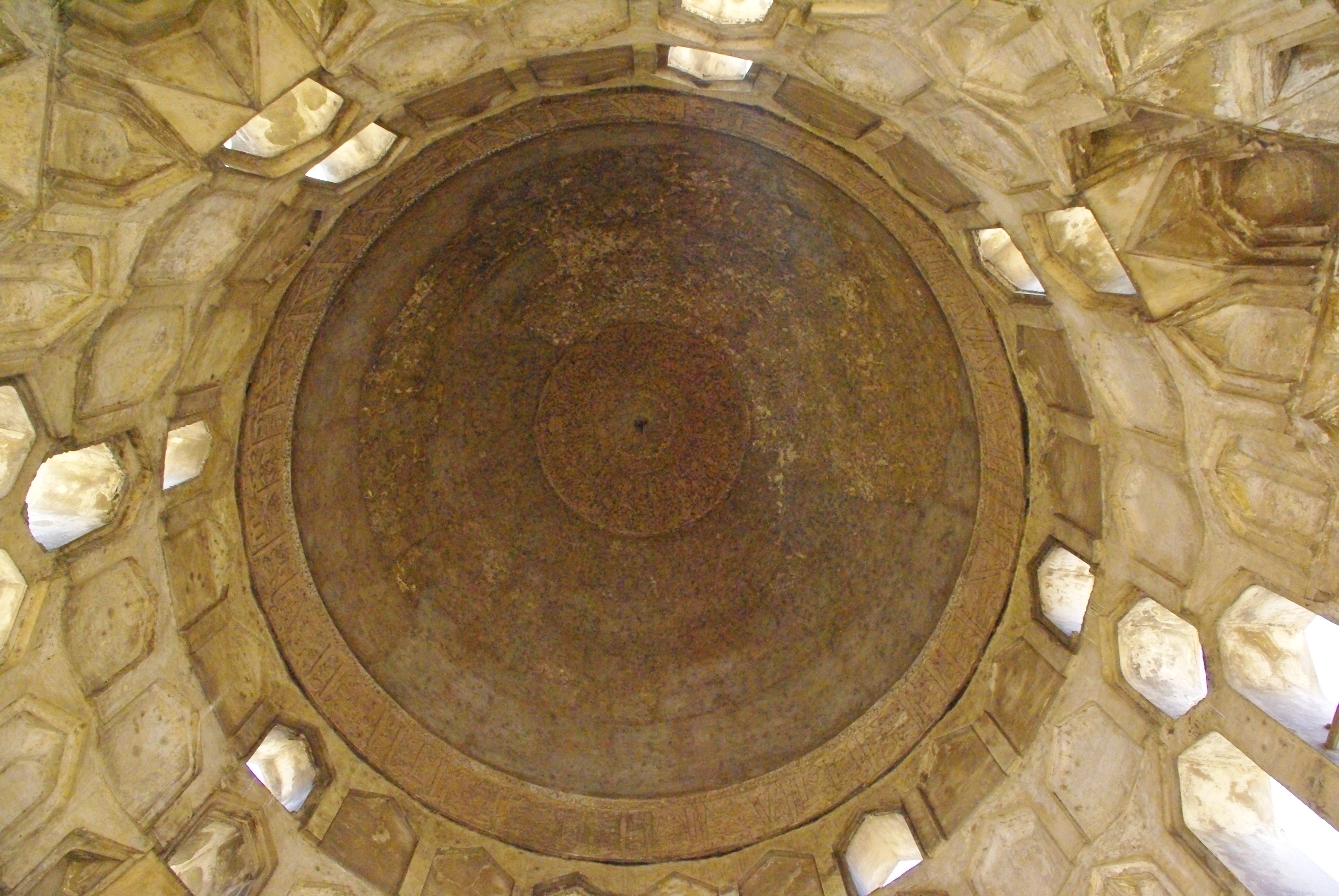
Интерьер потолка сабил (фонтан омовения) в центре двора
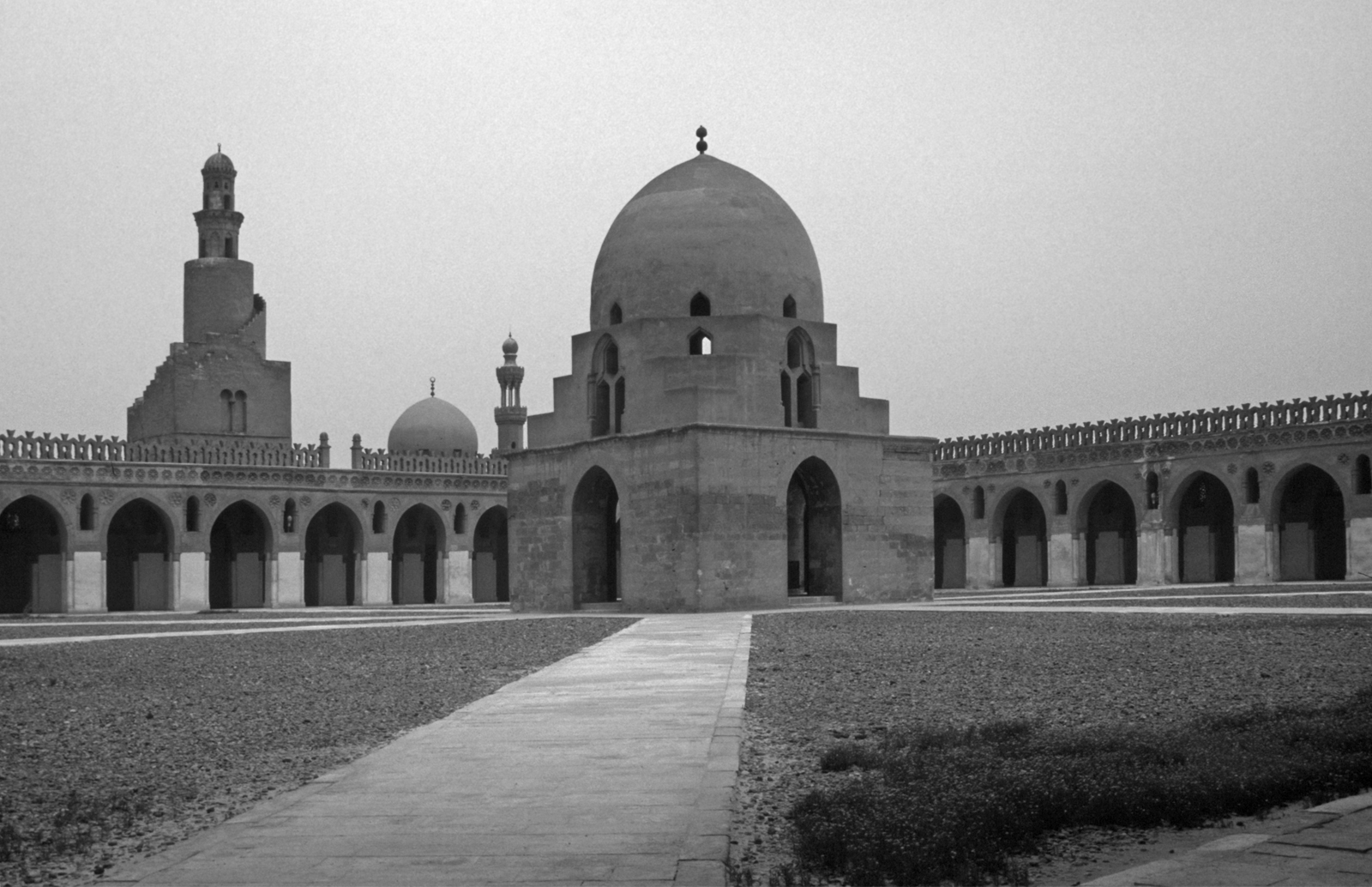
Мечеть Ибн Тулуна, 1991
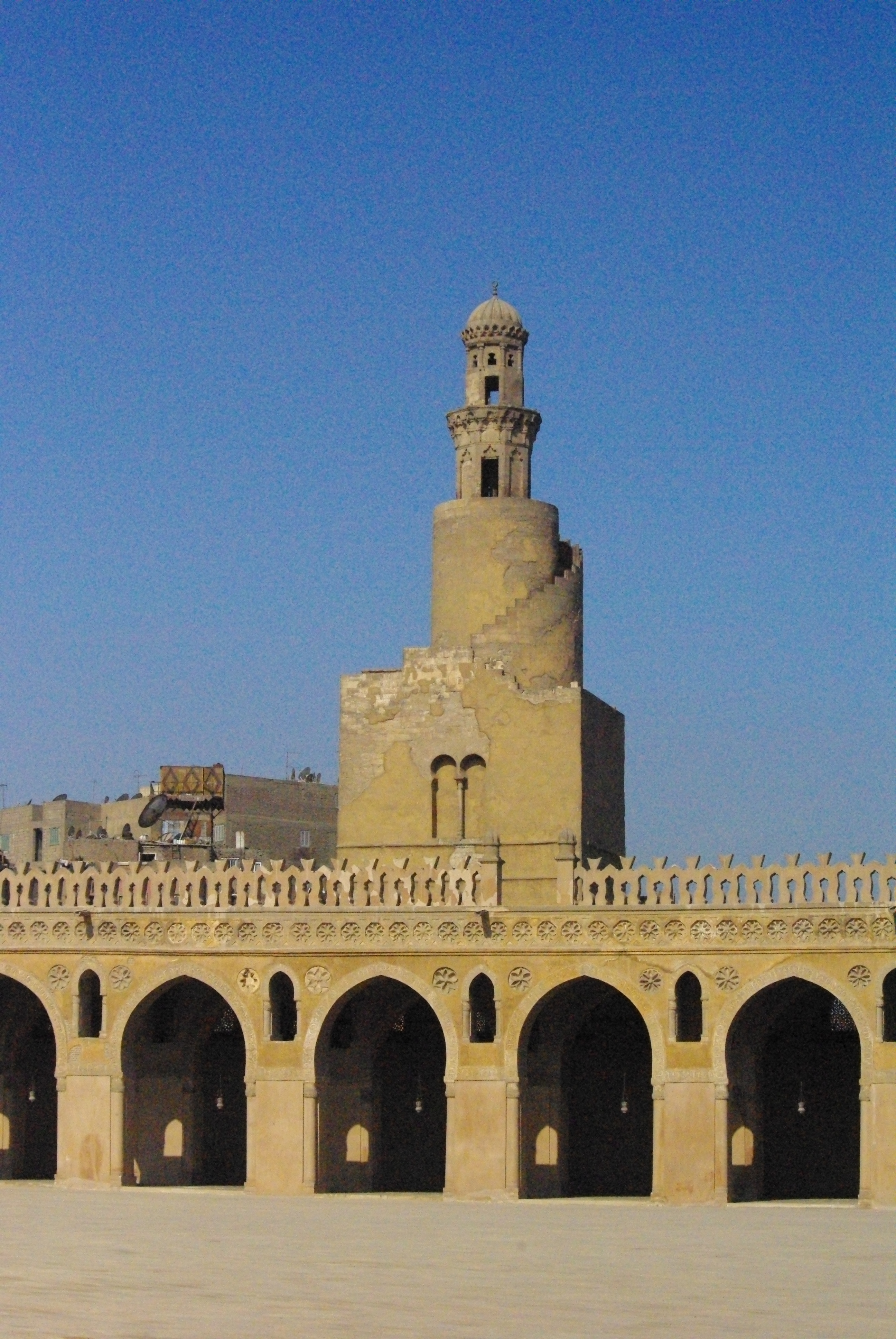
Минарет мечети Ибн Тулуна
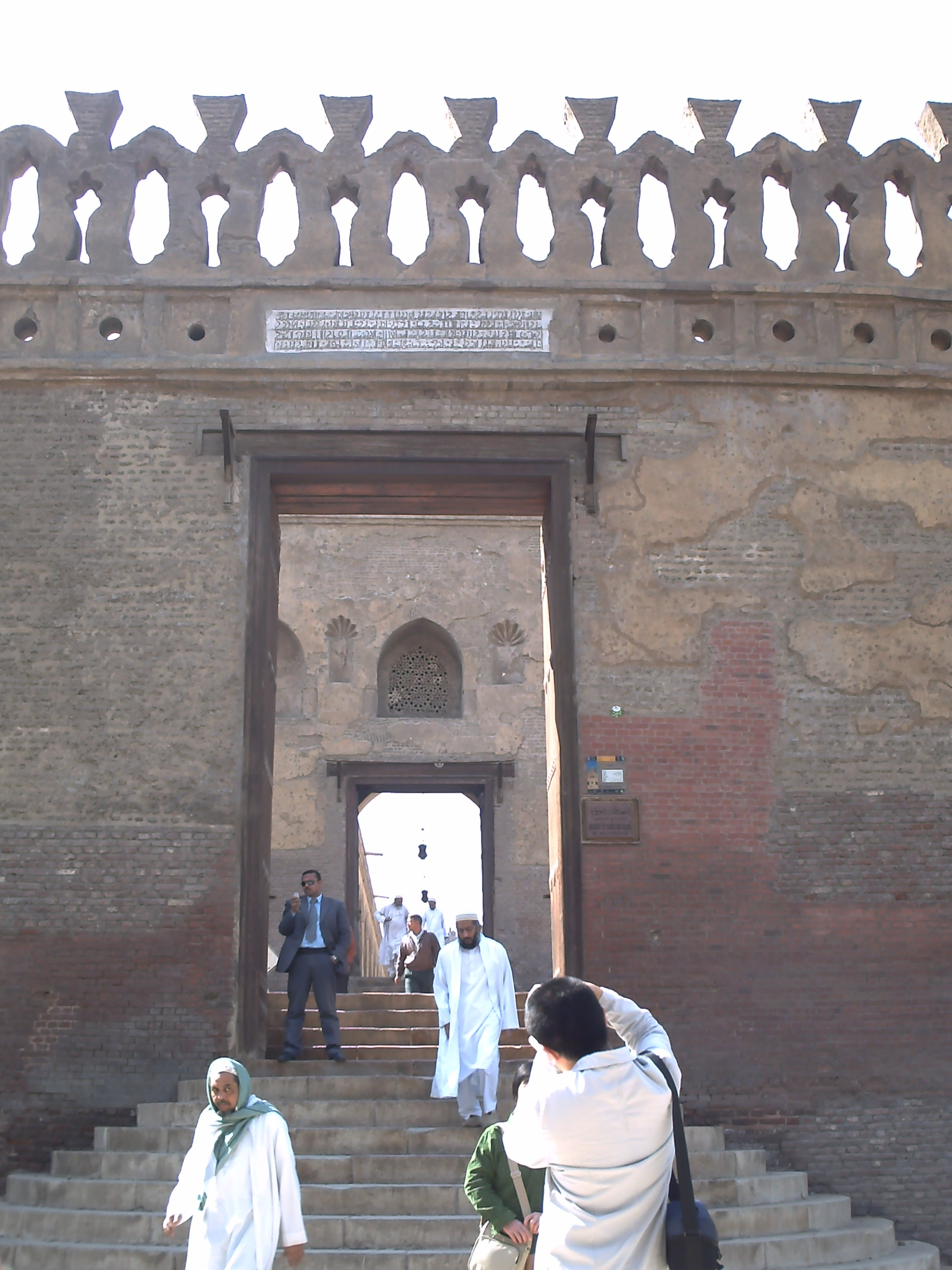
Вход в мечеть Ибн Тулуна
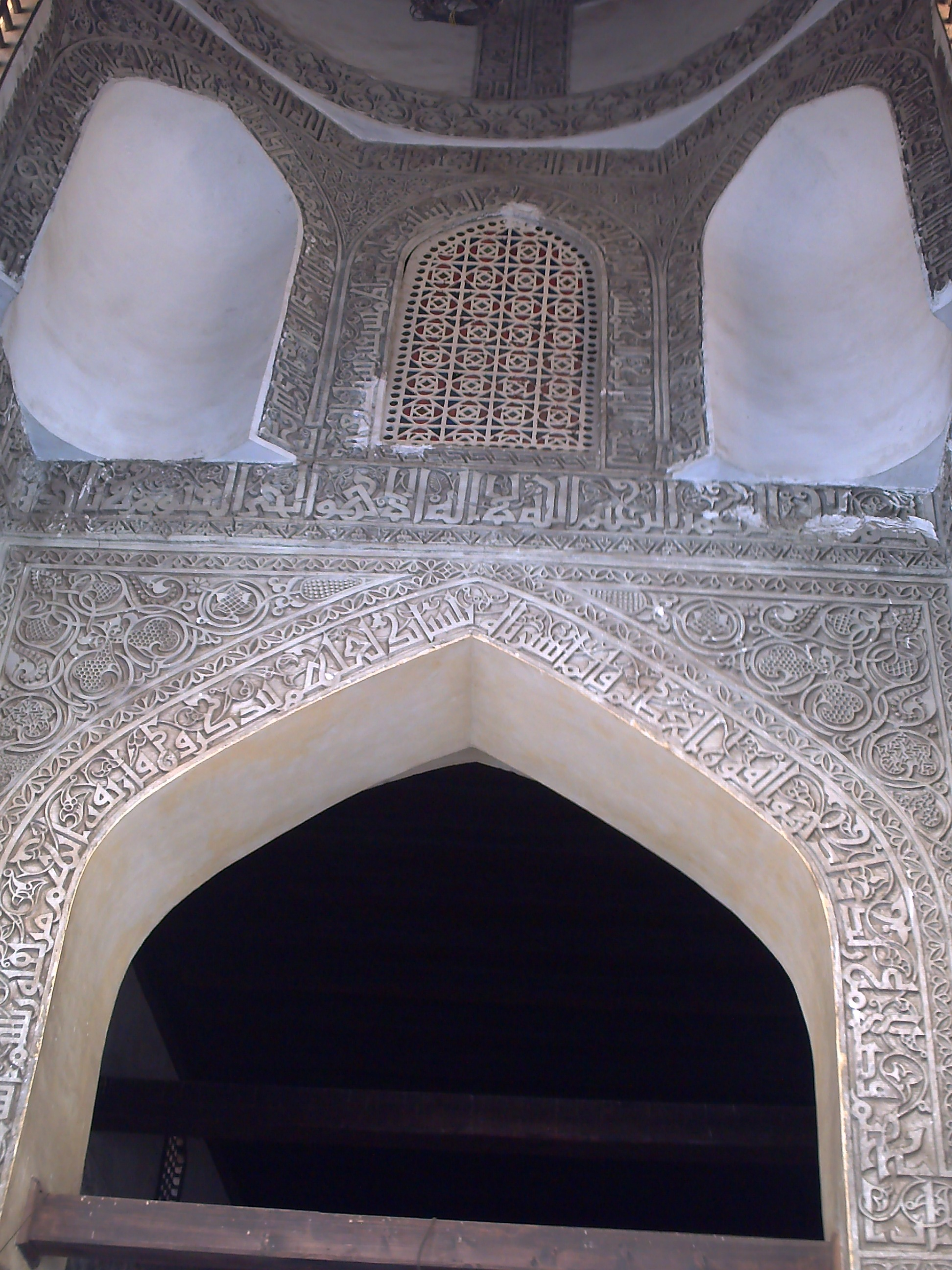
Надпись на интерьере около киблы
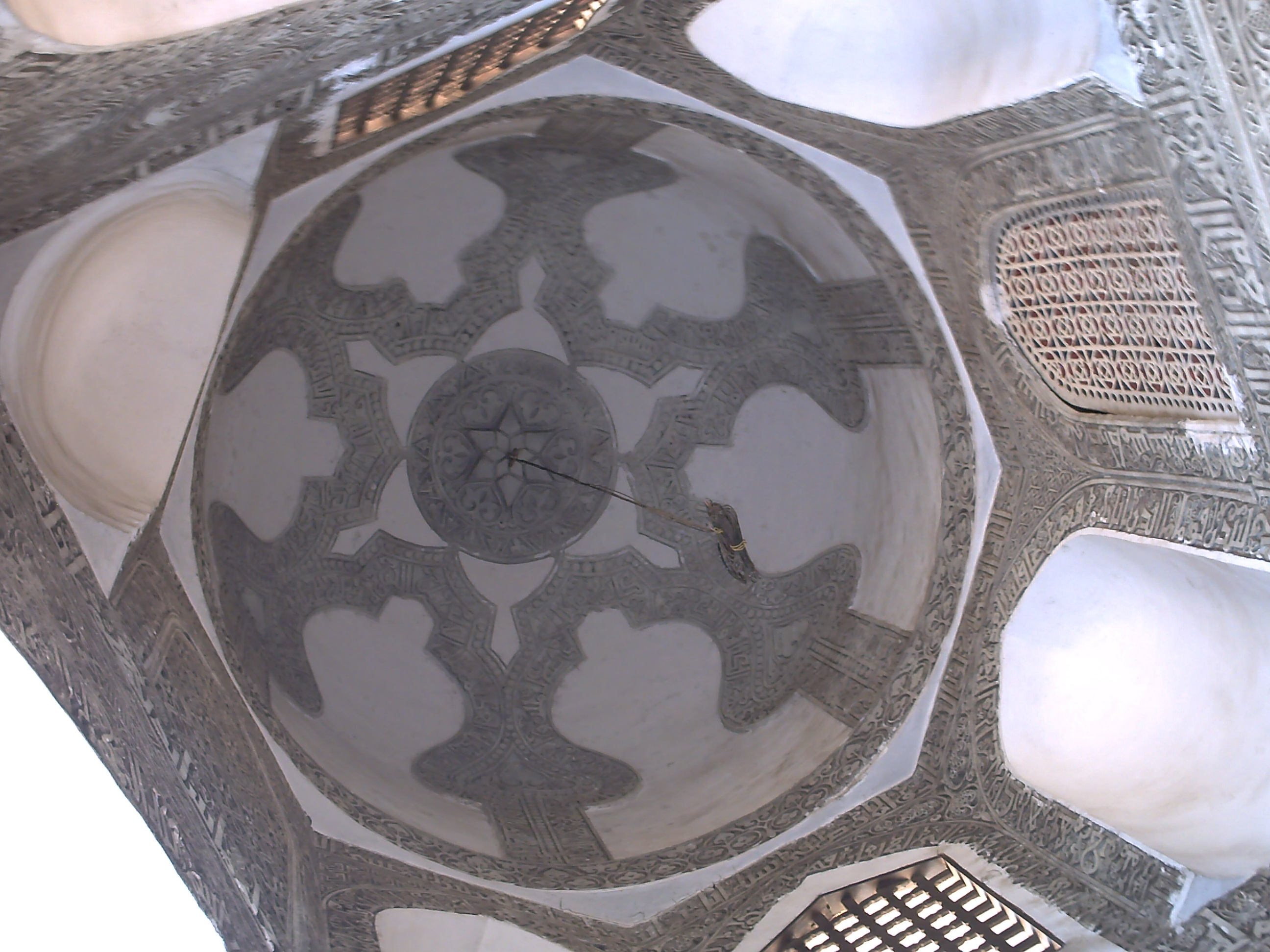
Интерьер потолка около киблы
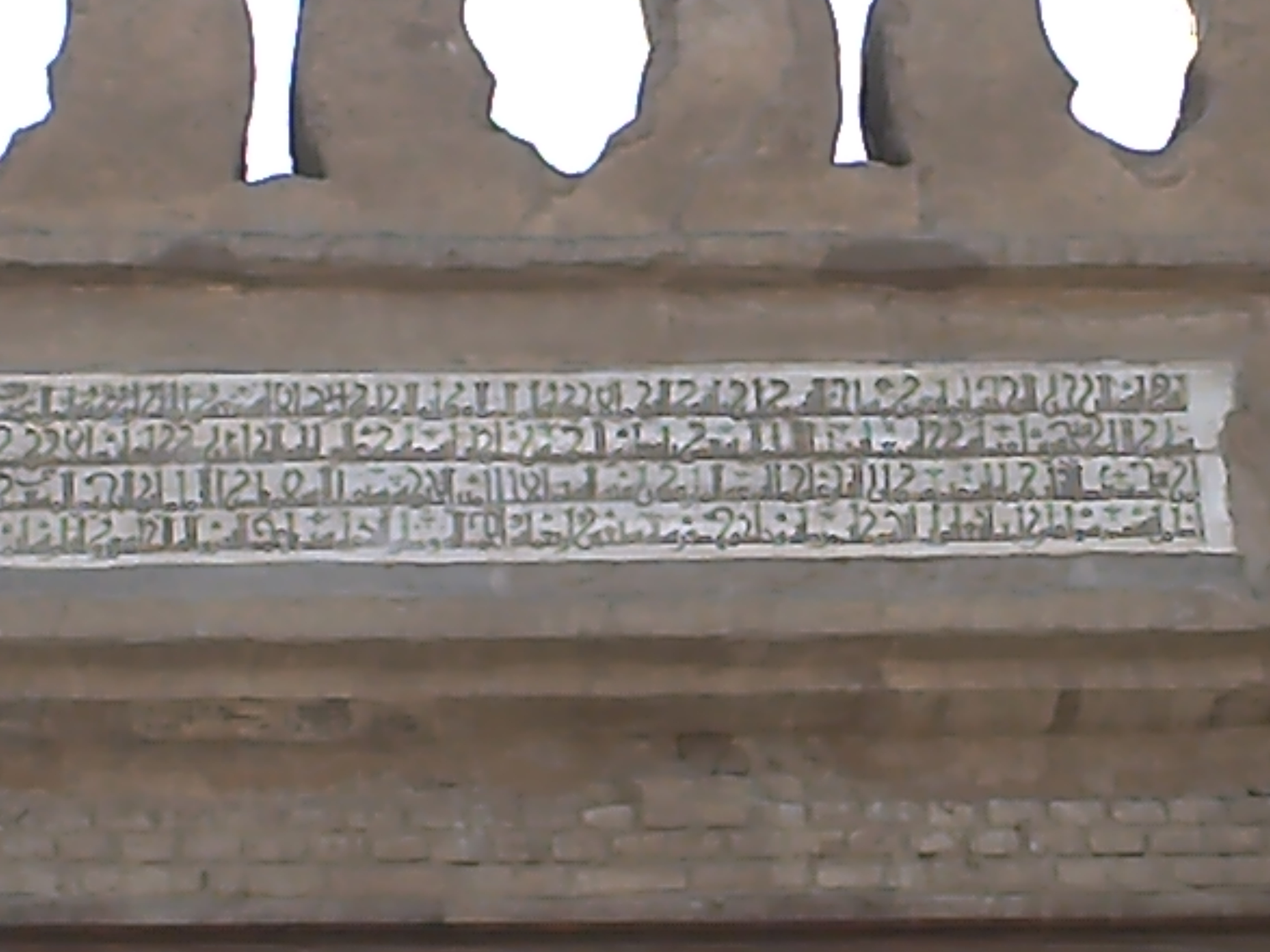
Надпись на главном входе